# Toros Neza Fútbol Club
O Toros Neza Fútbol Club é um clube de futebol com sede em Nezahualcóyotl, no México. A equipe compete na Liga de Balompié Mexicano.

## História
O clube foi fundado em 1991.